# Kagalana tonde
Kagalana tonde, nova vrsta u novom rodu račića iz reda Isopoda otkrivenih 2008. godine na sjeveru države Zapadna Australija u regiji Pilbarra. Žive u podzemnim vodama gdje su se formirale koraste nakupine kalcita, kalkrete.  Rod je klasificran porodici Cirolanidae. U istim podzemnim vodama Niel L. Bruce 2008 godine otkrio je i vrstu Haptolana yarraloola, također predstavnika porodice Cirolanidae.

## Vanjske poveznice
|  | Wikivrste imaju podatke o taksonu Kagalana tonde |